# Gelis albanicus
Gelis albanicus là một loài tò vò trong họ Ichneumonidae.